# 6062 Vespa
6062 Vespa è un asteroide della fascia principale. Scoperto nel 1983, presenta un'orbita caratterizzata da un semiasse maggiore pari a 3,2090645 UA e da un'eccentricità di 0,1621697, inclinata di 2,79597° rispetto all'eclittica.